# Підсланські пагорби
Підсланські пагорби (Podslanská pahorkatina) — гірський масив в Словаччині; геоморфологічна підодиниця масиву Східнословацькі пагорби. Середні висоти — 150 метрів. Місце розташування — Кошицький край і Пряшівський край.
Протікають Мочярний потік і Трнава.